# 藤崎堀込貝塚

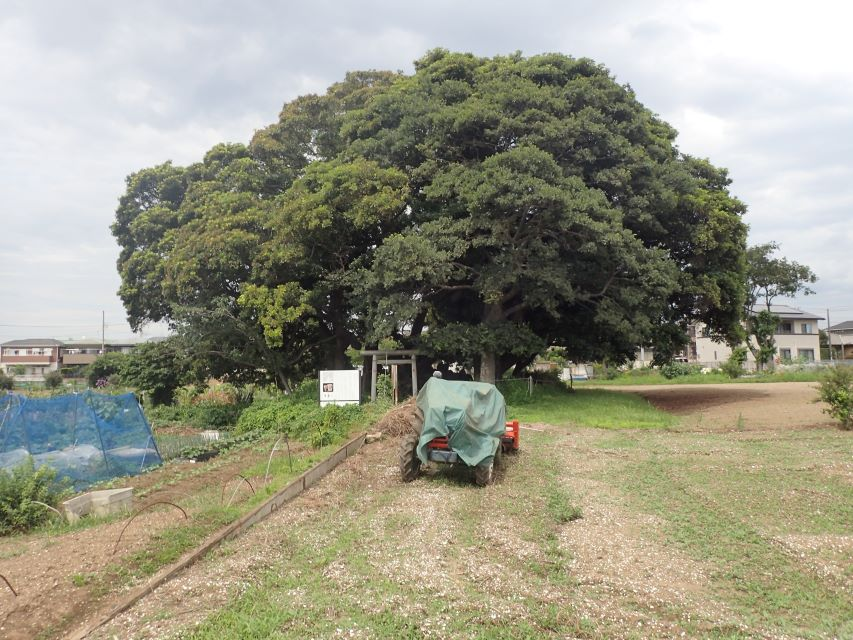
藤崎堀込貝塚

藤崎堀込貝塚（ふじさきほりごめかいづか）は、千葉県習志野市藤崎1丁目にある縄文時代中期から後期にかけての貝塚を伴う環状集落の遺跡。1967年（昭和42年）3月7日に千葉県指定史跡に指定されている。

## 概要
習志野市藤崎1丁目、現在の東京湾岸からは約1.5キロメートル陸に入った標高約20メートルの台地にある。1965年（昭和40年）から発掘調査が行われ、南北約80メートル×東西約60メートルの逆C字型、西側に開口部がある馬蹄型の貝塚であることが判明している。基本層序は、表土、黒色土層、褐色土層、ソフトローム層（遺構の底面）、ハードローム層からなる。黒曜石のナイフ形石器や、加曾利E式・称名寺式・堀之内式などの土器片が多数出土しており、縄文時代後期の貝塚と推定されている。貝殻はイボキサゴやオキアサリが優占種として多数見つかっているほか、キダイなどの魚の骨が見つかっている。

## ギャラリー

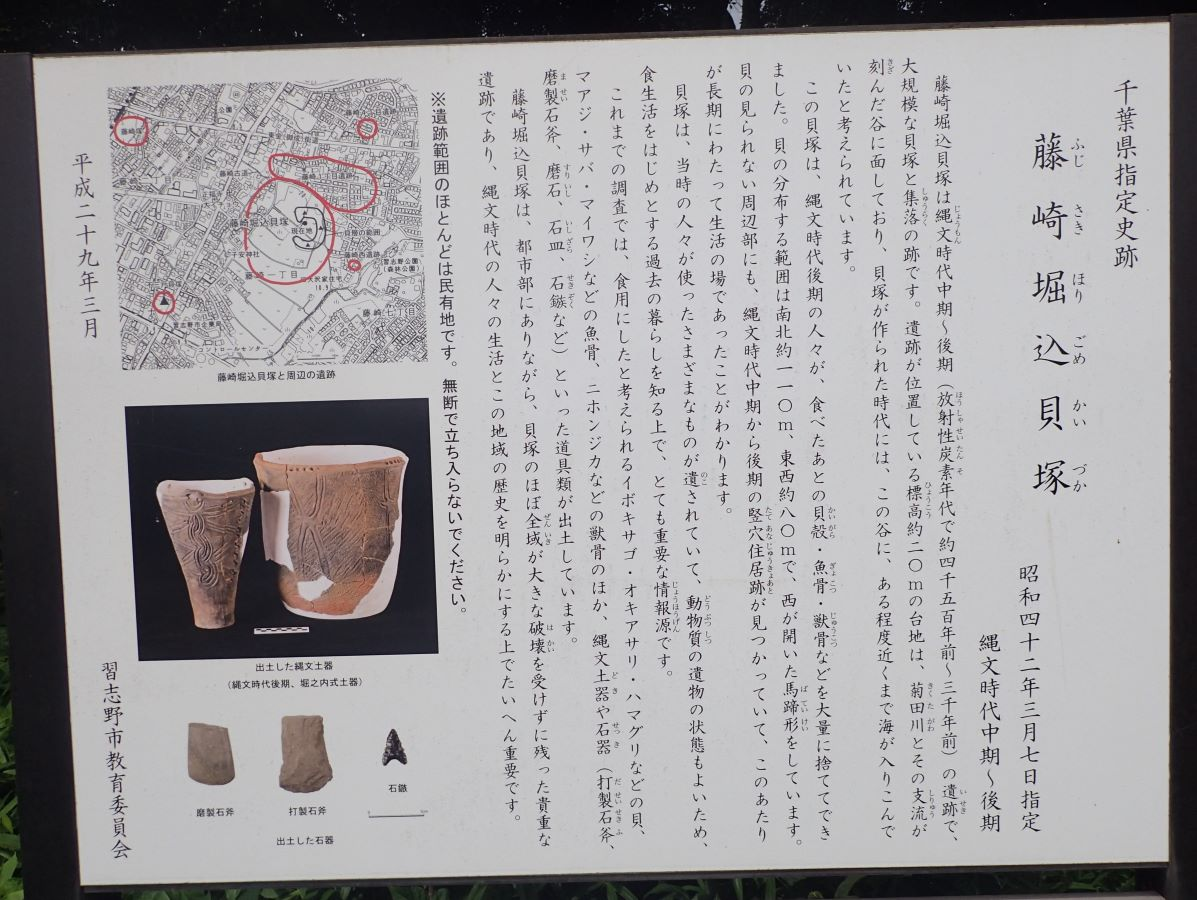
藤崎堀込貝塚の看板

## アクセス
JR津田沼駅北口から東へ歩いて約20分、藤崎森林公園の西に開けた畑にある。